# Francisco de Paula Bucareli y Ursúa
Francisco de Paula Bucareli y Ursúa Lasso de la Vega Villacís i Córdova, també conegut com a Francisco Bucareli o bé Francisco Bucarely (Sevilla Andalusia, 18 de setembre de 1708 – Pamplona Navarra, Regne d'Espanya, abril de 1780) era un noble i militar espanyol que es va convertir en el tinent general dels Reals Exèrcits i va ser gentilhome de cambra de sa majestat amb entrada, que va ser nomenat capità general de Mallorca de 1761 a 1764 i governador de Buenos Aires entre els anys 1766 i 1770, i exercint el càrrec va ser el responsable d'executar l'ordre d'expulsió dels jesuïtes de l'Imperi Espanyol.

## Biografia fins als càrrecs governamentals

### Origen familiar i primers anys
Francisco de Paula Bucarelli havia nascut el 18 de setembre de 1708, a la ciutat de Sevilla, capital d'uns dels Quatre Regnes d'Andalusia que formava part de la Corona d'Espanya. Era fill de Luis Bucarelli Henestrosa y Ribera qui fos el segon marquès de Vallehermoso, i d'Ana María de Ursúa Lasso de la Vega, quarta comtessa de Gerena i vescomtessa d'Ursúa.
Era germà de Antonio María de Bucareli y Ursúa, qui seria virrei de Nova Espanya, i del capità general Nicolás Bucareli y Ursúa, governador de Cadis.

### Carrera militar a Europa
Es va dedicar a la carrera de les armes. Va participar en l'expedició de Ceuta en 1720 i es va distingir com a capità general en la reconquesta espanyola d'Orà en 1732. Va aconseguir el grau de tinent general dels exèrcits reals i el títol de comanador d'Almendralejo de l'Orde de Sant Jaume. Va ser designat comandant general del Camp de Gibraltar (1751), capità general i governador de Mallorca (1761) i en 1765 capità general i governador de Buenos Aires.

## Governador de Buenos Aires
Va arribar a aquesta ciutat per substituir Pedro de Cevallos i es va fer càrrec del govern el 15 d'agost de 1766. De caràcter violent, al poc temps s'havia enemistat amb els veïns de la ciutat, amb el que va tenir també que veure la seva eficaç persecució del tradicional contraban en el port de Buenos Aires.

### Expulsió jesuítica de l'Imperi espanyol
La seva principal missió va consistir a aplicar la Pragmàtica Sanció d'expulsió dels jesuïtes promulgada el 27 de febrer de 1767 pel rei Carles III d'Espanya. Va nomenar a Juan Baltasar Maciel com a vicari i provisor de la diòcesi de Buenos Aires, a càrrec de la mateixa per absència del bisbe, qui ho va recolzar en les seves mesures contra els jesuïtes.
La mesura d'expulsar els jesuïtes, que provocaria un previsible debilitament o fins i tot col·lapse de les Missions, era favorable als interessos portuguesos. Coneguda per aquests, va ser anticipada i aprofitada en efectuar un atac ordenat pel virrei comte Antônio Álvares da Cunha al maig d'aquest any sobre Riu Grande. Els portuguesos al comandament del governador José Custódio de Sá y Faria van aconseguir apoderar-se del marge nord, però van ser rebutjats a San Pedro. Finalment la cort portuguesa va donar ordre de frenar l'atac, reemplaçat per una gradual infiltració sobre les fronteres.
D'acord amb les seves ordres, Bucarelli va aplanar la residència de l'ordre a la ciutat en la nit del 2 de juliol, i va disposar mesures similars a les principals ciutats sota el seu comandament: en Montevideo es va fer efectiva el 6 de juliol, a Còrdova el 12, i a Santa Fe el 13.

Localització de les missions jesuítiques a l'actual territori de l'Argentina, Brasil i Paraguai.

Davant el temor d'un aixecament col·lectiu missioner, va demanar que anessin a Buenos Aires un cacic i un corregidor de cada poble, per organitzar el pacífic reemplaçament dels jesuïtes per missioners franciscans, dominics i mercedarios. A l'efecte de fer efectiva l'ordre als pobles de les Missions jesuítiques guaranís va partir al maig de 1768 al comandament d'una expedició militar que va remuntar el riu Uruguai amb 1500 soldats. Va arribar a El Salto el 16 de juny de 1768 establint-hi la seva base d'operacions. Allí va tenir notícies que el principal de l'orde es trobava en la reducció de Yapeyú i el 24 de juny van partir els destacaments al comandament de Riva Herrera i de Zavala, el 27 va partir el destacament d'Elorduy, el 28 el de Francisco Pérez de Saravia i el 29 un altre al comandament directe de Bucareli.
En el lloc va romandre un destacament al comandament del tinent Nicolás García amb tres embarcacions. A mesura que els sacerdots eren detinguts se'ls concentrava al fort de San Antonio de Salto Chico. A mitjan juliol de 1768 van arribar remesos el provincial jesuïta de Yapeyú i 6 sacerdots i poc després van arribar altres remeses dels altres pobles. El 5 d'agost de 1768, els sacerdots jesuïtes detinguts al fort van ser remesos a Buenos Aires i el 22 d'agost Bucareli donava per acabada la seva comesa.
El 23 d'agost de 1768 va dictar ordenances dividint el territori de les Missions entre dos governadors interins: al capità Francisco Bruno de Zavala li va assignar els deu pobles de les Missions de l'Uruguai (seu a San Miguel) i al capità d'infanteria Juan Francisco de la Riva Herrera, els vint pobles restants (seu en Candelaria). La reducció de La nostra Senyora de Belén a l'est de l'actual Concepción i les reduccions de San Joaquín (sobre el riu Acaray) i San Estanislao (prop del riu Monday), van ser annexades al govern d'Asunción.
Per una nova ordenança del 15 de gener de 1770, Bucarelli va centralitzar el govern en Zavala com a "governador general interí de Misiones", amb seu a Candelaria amb tres departaments a càrrec dels tinents de dragons del Regiment de Buenos Aires Gaspar de la Plaza, Joseph Birbost i Francisco Pérez.

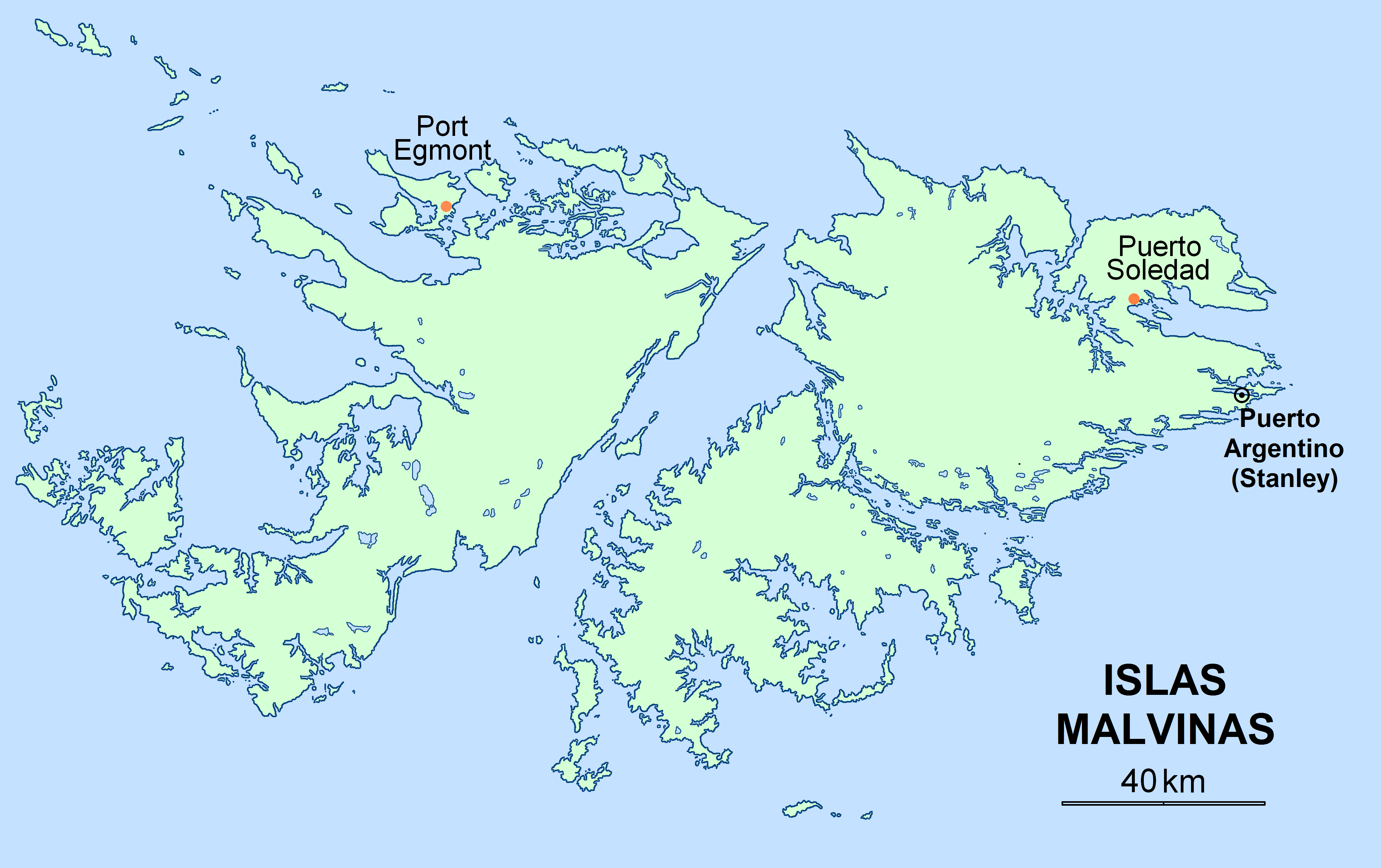
Localització de Port Egmont.

### Desallotjament francès de l'arxipèlag de Malvines
El 2 d'octubre de 1766, el rei Carles III havia dictat una reial cèdula per la qual creava la governació de les illes Malvines, com a dependència del governador i capità general de Buenos Aires, nomenant Felipe Ruiz Puente com el seu primer governador, qui va assumir l'1 d'abril de 1767, en prendre possessió de la llavors colònia francesa.

### Breu ocupació britànica de l'illa malvina de Trinitat
Els anglesos havien establert en 1765 un establiment al que van anomenar Port Egmont, a l'illa malvina de Trinidad, sense fer cas de les reclamacions del govern espanyol. Est va ordenar expulsar qualsevol assentament britànic a l'àrea per Ordenança de la Reial Corona Espanyola del 25 de febrer de 1768, amb el que Bucareli va manar desallotjar l'illa per una esquadra al comandament del capità de navili Juan Ignacio de Madariaga. El 4 de juny de 1770 l'esquadra es va presentar davant Port Egmont i després d'intercanviar missatges amb els anglesos i no obtenir una resposta favorable va decidir procedir al desallotjament.
Port Egmont es va rendir el dia 10, després d'alguns trets. No obstant això, Port Egmont va ser retornat als britànics un any després, per ser abandonat novament en 1774.

### Ampliació del servei de correus
Durant el seu govern va quedar inaugurat el servei del correu marítim entre La Corunya i el Riu de la Plata, ampliant-se el servei terrestre amb altres regions limítrofes de la governació de Buenos Aires.

## Virrei de Navarra
En 1770, abans de complir el seu mandat, va ser reemplaçat provisionalment el 25 d'agost pel segon comandant polític i militar i inspector general de la província, Juan José de Vértiz y Salcedo, per deixar-lo en el seu lloc en forma definitiva el dia 4 de setembre del mateix any.
Es va retirar a Espanya i en 1771 va passar un curt temps a la península Itàlica per defensar al ministre del borbònic Ducat de Parma i Piacenza, Guillermo Du Tillot. Al seu retorn seria nomenat pel rei Carles III d'Espanya, el 23 de febrer de 1773, com el seu virrei de Navarra, en substitució d'Alonso Vicente de Solís y Folch de Cardona, duc de Montellano, i anys més tard fixaria la seva residència al Palau Reial d'Olite.
En la seva gestió navarresa, havia recolzat a la Corona espanyola en el «reclutament per quintes» encara que en el seu govern va primar diverses vegades els interessos navarresos sobre els del poder central. El va succeir com a nou virrey de Navarra l'11 d'abril de 1780 Manuel Azlor y Urriés.

### Defunció
Francisco de Paula Bucarelli i Ursúa moriria a la ciutat de Pamplona, en el mes d'abril de 1780, i les seves restes encara reposen a l'parròquia de San Cernín o Saturnino.

## Homenatges
Un carrer de la ciutat de Buenos Aires porta el seu nom: antigament va ser coneguda com a carrer número 6 a Vila Urquiza i número 3 a Villa Modelo, la seva designació actual es va fer en la nomenclatura de l'ordenança municipal del 28 d'octubre de 1904. Neix a Chorroarín N. 502, acaba s Crisólogo Larralde N° 5500 i corre entre Andonaegui i Bauness.